# 프로빈스

프로빈스(province)는 대부분의 경우 나라나 주권국 내의 행정 구역을 의미한다. 이 용어는 고대 로마 속주를 의미하는 provincia에서 비롯된 것으로, 이탈리아 밖 로마 제국의 영토 소유 관할 단위였다. province라는 용어는 그 뒤로 수많은 국가에서 채택해서 쓰고 있다. 실제 프로빈스가 없는 국가들의 경우 "수도 밖의"를 의미하는 은유적 용어로 사용된다.
일부 프로빈스들이 식민주의 세력에 의해 인공적으로 생성된 경우가 있지만 그 밖의 경우는 자체 민족적 특성에 맞게 지역 그룹에 따라 형성되었다. 특히 캐나다처럼 다수가 중앙 연방 기관과는 독립적인 힘이 있다. 중국이나 프랑스와 같은 다른 국가들의 경우 프로빈스는 중앙 정부가 만들어놓은 단위이며 자치권이 거의 없는 편이다.

## 같이 보기
- 도지사
- 지역
- 지역주의